# كارلوس فيشر (لاعب كرة قاعدة)
كارلوس فيشر (بالإنجليزية: Carlos Fisher)‏ هو لاعب كرة قاعدة أمريكي، ولد في 22 فبراير 1983 في ويست كوفينا في الولايات المتحدة.

## وصلات خارجية
- كارلوس فيشر على موقع دوري كرة القاعدة الرئيسي (الإنجليزية)
- كارلوس فيشر على موقعبيزبول رفرنس.كوم (الدوري الرئيسي) (الإنجليزية)
- كارلوس فيشر على موقعبيزبول رفرنس.كوم (الدوري الثانوي) (الإنجليزية)
- كارلوس فيشر على موقع إي إس بي إن.كوم (أم.أل.بي) (الإنجليزية)
- كارلوس فيشر على موقع مشجعي الرسوم البيانية (الإنجليزية)